# Yunyangosaurus
Yunyangosaurus („ještěr z Jün-jang“) byl rod středně velkého teropodního dinosaura, žijícího přibližně před 170 milióny let (období střední jury). Jeho fosilie byly objeveny v Číně (provincie/město Čchung-čching, souvrství Sin-tchien-kou, angl. Xintiangou).

## Historie
Fosilie tohoto dinosaura byly objeveny paleontologickou expedicí v roce 2016. Formálně byl tento teropod popsán týmem čínských paleontologů v lednu roku 2020 jako typový druh Yunyangosaurus puanensis.

## Zařazení
Podle vypracované fylogenetické analýzy se mohlo jednat o vývojově primitivního megalosauroida nebo spíše bazálního zástupce kladu Tetanurae, přičemž mezi jeho nejbližší příbuzné pařily rody Wiehenvenator, Xuanhanosaurus, Torvosaurus a Lourinhanosaurus.